# بیلی پیکوک-فارل
بیلی پیکوک-فارل (انگلیسی: Bailey Peacock-Farrell؛ زادهٔ ۲۹ اکتبر ۱۹۹۶) بازیکن فوتبال اهل بریتانیا است.
از باشگاه‌هایی که در آن بازی کرده‌است می‌توان به باشگاه فوتبال شفیلد ونزدی، باشگاه فوتبال یورک سیتی، باشگاه فوتبال لیدز یونایتد، و باشگاه فوتبال برنلی اشاره کرد.
وی همچنین در تیم‌های ملی فوتبال زیر ۲۱ سال ایرلند شمالی و ایرلند شمالی بازی کرده‌است.